# Бернардес, Карлос (футболист)
Ка́рлос Робе́рто Берна́рдес Гарси́я (исп. Carlos Roberto Bernárdez García; род. 28 декабря 1992, Белиз) — белизский футболист, нападающий гондурасского клуба «Реал Сосьедад» и сборной Белиза.

## Карьера

### Клубная карьера
Бернардес начал карьеру в гондурасском клубе «Виктория», за который дебютировал в Лиге Насьональ 28 марта 2013 года в матче против клуба «Реал Сосьедад»; матч закончился победой «Сосьедад» со счётом 3:2 31 августа 2014 года в матче против «Гондурас Прогресо» забил свой первый гол в чемпионате, но «Прогрессо» выиграл матч со счётом 2:1.
В январе 2017 года Бернандес присоединился к клубу «Вида». 5 августа 2018 года в матче с клубом «Хутикальпа» оформил первый свой дубль в чемпионате; «Вида» выиграла матч со счётом 3:0. Всего в составе «Виды» Бернандес сыграл в чемпионате 38 матчей, в которых забил 10 голов.
1 июля 2020 года Бернандес перешёл в «Платенсе», в котором высоко себя зарекомендовал, став лучшим бомбардиром команды, забив к январю 2021 года 10 голов в чемпионате страны.
22 мая 2021 года Бернандес перешёл в «Реал Эспанью». После двух сезонов в составе «Реал Эспанья», 9 января 2023 года Бернандес присоединился к клубу «Виктория», за которую играл с 2013 по 2017 год. В составе «Депортиво Виктория» Бернандес сыграл в чемпионате 24 матча, в которых забил 4 гола.
17 января 2024 года Бернандес подписал контракт с клубом «Реал Сосьедад».

### Карьера в сборной
Хотя Бернандес родился в Белизе, но его родители родом из Гондураса, поэтому Бернандес мог играть за сборную Гондураса. Бернандес сделал выбор в пользу сборной Белиза, за которую дебютировал на официальном уровне 9 сентября 2019 года в матче Лиги наций КОНКАКАФ 2019/2020 против сборной Гренады; матч закончился поражением сборной Белиза со счётом 2:1.